# Paul Hamilton (homme politique)
Pour les articles homonymes, voir Paul Hamilton et Hamilton.
Paul Hamilton, né le 16 octobre 1762 à Saint Paul's Parish et mort le 30 juin 1816 à Beaufort (Caroline du Sud), est un homme d'État américain, gouverneur de Caroline du Sud entre 1804 et 1806 et secrétaire à la Marine entre 1809 et 1813, sous la présidence de James Madison.

## Sources
- (en) Cet article est partiellement ou en totalité issu de l’article de Wikipédia en anglais intitulé « Paul Hamilton (politician) » (voir la liste des auteurs).